# Укргеокосмомережа
Українська мережа станцій космічної геодезії та геодинаміки (Укргеокосмомережа) — мережа в Україні, що складається з таких основних компонент:
- мережа перманентних GPS-станцій;
- мережа станцій лазерної локації ШСЗ;
- станція радіоінтерферометрії з наддовгими базами;
- центри збору і аналізу геодинамічної інформації.

## Міжнародне співробітництво в галузі космічної геодезії та геодинаміки
Моніторинг та вивчення таких геодинамічних явищ і процесів як рух полюсів Землі та нерівномірність її обертання, земні припливи та деформації земної кори, тектоніка літосферних плит та перенос речовини (енергії) в системі ядро-мантія-атмосфера Землі тощо обумовлюють потребу створення:
- спеціальних мереж станцій спостережень (астрономо-геодезичних, землеприпливних, геомагнітних тощо);
- центрів збору і аналізу результатів спостережень;
- організацій, які координують діяльність мереж станцій спостережень, центрів збору й аналізу даних.

Перші такі організації і мережі були створені ще в середині XIX століття. 1862 р. вважають роком заснування Міжнародної геодезичної асоціації (IAG, International Association of Geodesy) — першої міжнародної геодезичної спілки.
У 1899 р. була створена перша мережа астрономічних станцій, яка функціонувала під егідою Міжнародної служби широти (ILS, International Latitude Service) з метою визначення руху полюсів Землі. Мережа налічувала шість станцій спостережень, розташованих близько 39° північної широти: «Гайтерсбург», Меріленд, США (Gaithersburg, Maryland, USA); «Цінціннаті», Огайо, США (Cincinnati, Ohio, USA); «Юкая», Каліфорнія, США (Ukiah, California, USA); «Мідзусава», Японія (Mizusawa, Japan); «Чарджуй», Російський Туркестан (Charjui in Russian Turkestan); «Карлофорте», Сардинія, Італія (Carloforte, Sardinia, Italy). Початок ХХ-го століття ознаменувався заснуванням в 1913 р. Міжнародного бюро часу (BIH, Bureau International d'Heure). В 1919 р. були організовані Міжнародний союз геодезії та геофізики (IUGG, International Union of Geodesy and Geophysics, "http://www.iugg.org/») та Міжнародний астрономічний союз (IAU, International Astronomical Union, "http://www.iau.org/»). Міжнародний центр земних припливів (ICET, International Center for Earth Tides, "https://web.archive.org/web/20110810110750/http://www.astro.oma.be/ICET/»)  був створений в 1956 р. В 1962 р. ILS була реорганізована в Міжнародну службу руху полюса Землі (IPMS, International Polar Motion Service). Космічна ера внесла якісно нові зміни у діяльність цих організацій та стимулювала створення мереж станцій нового покоління — мереж станцій космічної геодезії, а саме станцій допплерівських та лазерно-локаційних спостережень (ЛЛС) штучних супутників Землі (ШСЗ), станцій радіотехнічних спостережень супутників глобальних навігаційних систем (GPS, GLONASS), а також станцій спостережень спеціальних супутників системи DORIS. Удосконалювалися також методи і засоби спостереження в другій половині XX-го століття радіоінтерферометрії з наддовгими базами (РНДБ) особливого успіху у високоточному визначенні кутових положень позагалактичних радіоджерел досягла радіоастрометрія.
Все це обумовило потребу реорганізації класичних служб часу і широти. В 1987 р. IAU та IUGG створили Міжнародну службу обертання Землі (IERS, International Earth Rotation), яка почала функціонувати з 1 січня 1988 р. В 2003 р. вона була перейменована в Міжнародну службу обертання Землі та систем відліку (IERS, International Earth Rotation and Reference Systems Service). IERS об'єднує діяльність автономних служб, які були створені з метою покращення координації спостережень та їхньої обробки: Міжнародної GNSS-служби (IGS, International GNSS Service, 1994, реорганізована в 2004 р. «http:// igscb.jpl.nasa.gov/network/»), Міжнародної служби радіоінтерферометрії з наддовгими базами (IVS, International VLBI Service, 1999, «http://ivscc.gsfc%5Bнедоступне+посилання+з+липня+2019%5D. nasa.gov/»), Міжнародної служби лазерної локації ШСЗ та Місяця (ILRS, International SLR and LLR Service, 1998, "http://ilrs.gsfc.gov/ilrs_home.html»%5Bнедоступне+посилання+з+липня+2019%5D), Міжнародної служби DORIS (IDS, International DORIS Service, 2003, "http://doris.ooe.qv.at/»). На сьогодні мережа станцій космічної геодезії, які входять до складу міжнародних служб, охоплює всю земну кулю, а їхня кількість перевищила півтисячний рубіж. Міжнародна мережа станцій космічної геодезії станом на 1 лютого 2005 р. представлена на рис. 1.1.
Служби ILRS, IVS, IGS, IDS формують спостережну базу IERS та забезпечують потреби астрономії, геодезії, геофізики та практики інформацією про:
- міжнародну небесну систему координат (ICRS) та її реалізації (ICRF);
- міжнародну земну систему координат (ITRS) та її реалізації (ITRF);
- параметри орієнтації Землі (ПОЗ) (прецесія-нутація, координати полюса та Всесвітній час) з метою здійснення переходу від ICRF до ITRF та вивчення динаміки Землі;
- геофізичні параметри, необхідні для вивчення динаміки Землі;
- стандарти та моделі, рекомендовані в цих напрямах науки.

IERS готує та публікує річні звіти про свою роботу, місячні та добові дані про ПОЗ та їхній прогноз, про різниці шкал часу тощо. Детально зі структурою та діяльністю IERS можна ознайомитись на сайті "http://hpiers.obspm.fr/».
Інформаційна система даних динаміки земної кори (CDDIS, Crustal Dynamics Data Information System) була заснована в 1982 р. CDDIS підтримує міжнародний банк даних геодинамічних спостережень, зокрема є глобальним центром даних IGS (з 1992 р.) та підтримує також діяльність ILRS, IVS, IDS та IERS. Детально зі структурою і діяльністю CDDIS можна ознайомитись на web-сторінці "http://cddis.gsfc.nasa.gov/». Успішна діяльність CDDIS та IERS можлива лише за умови активної участі в її роботі наукових установ багатьох країн світу та міжнародних організацій.

## Задачі створення Укргеокосмомережі та її основні компоненти
В 1962–1991 рр. Головна астрономічна обсерваторія АН УРСР (сьогодні ГАО НАН України) була головною організацією в АН СРСР з проблеми вивчення обертання Землі та забезпечення участі СРСР у міжнародних організаціях із цієї тематики.
До складу Міжнародної служби руху полюса Землі входило понад 10 станцій служб часу та широти колишнього СРСР. З початком космічної ери під егідою Астрономічної ради АН СРСР на теренах Радянського Союзу почали створюватися станції фотографічних (а пізніше лазерно-локаційних) спостережень ШСЗ. За ініціативи ГАО АН УРСР були розпочаті роботи зі створення мережі геодинамічних станцій, оснащених супутниковими віддалемірами та іншими засобами вимірювань. Після розпаду СРСР, починаючи з 1991 року, ця діяльність була зосереджена в Україні в системах Національної академії наук, Міністерства освіти і науки України, Держспоживстандарту, Укргеодезкартографії та Національного космічного агентства. На сьогодні в Україні сформовані та функціонують основні компоненти Укргеокосмомережі — Української мережі станцій космічної геодезії та геодинаміки:
- мережа перманентних GPS-станцій;
- мережа станцій лазерної локації ШСЗ;
- станція радіоінтерферометрії з наддовгими базами;
- центри збору і аналізу геодинамічної інформації.

Основними задачами створення Укргеокосмомережі є координація і контроль діяльності національних мереж станцій космічної геодезії; узгодженості роботи національних ЛЛС-, GPS- і РНДБ-мереж з відповідними міжнародними службами; створення національної інформаційної геодинамічної бази даних; забезпечення геодинамічною інформацією населення України; аналіз геодинамічної інформації; поширення базових координатних систем на територію України.
Стабільне функціонування Укргеокосмомережі сприятиме:
- участі України в міжнародній кооперації зі створення, підтримки та метрологічної атестації двох основних систем координат (ICRS та ITRS) та їх реалізацій (ICRF та ITRF);
- розповсюдженню базової системи координат (ITRS, ITRF) на територію України;
- визначенню параметрів перетворення між цими системами координат на заданий момент часу (розробці й реалізації моделей прецесії-нутації, визначенню параметрів обертання Землі: координат полюсу та Всесвітнього часу);
- відтворенню одиниць часу, формуванню, збереженню та розповсюдженню національної атомної шкали часу AT(UA), участі у формуванні TAI, а також створенню національної шкали Координованого Всесвітнього часу — UTC (UA).

## Організації України— учасники створення Укргеокосмомережі
Початок створення окремих станцій космічної геодезії та геодинаміки на території України припадає ще на 70-ті роки минулого століття. Але цілеспрямоване створення мереж таких станцій розпочалося в 1992 р.
31 березня 1992 р. Міністерство освіти і науки України видало наказ № 68, в якому був сформульований комплексний міжвузівський проект «Створення і забезпечення постійної експлуатації мережі ЛЛС-спостережень ШСЗ на території України для розв'язання задач екології, ресурсозберігання, геодезії, картографії, навігації та метеорології», розрахований на 1992–1996 рр.
Цим проектом передбачалось створення ЛЛС-мережі МОН України другого покоління на базі телескопів ТПЛ-1М у Львівському, Одеському, Ужгородському національних університетах та в Алчевському гірничо-металургійному інституті.
Для прискорення введення в дію пунктів лазерно-локаційної мережі наказом Міносвіти України № 181 від 8 червня 1993 р. був створений Міжвузівський науковий центр «Оріон» на базі Алчевського гірничо-металургійного інституту (м. Алчевськ).
На жаль, через низку причин ця програма не була реалізована. Із запланованих чотирьох ЛЛС-станцій сьогодні функціонує тільки станція «Львів». Подальший розвиток українська мережа станцій космічної геодезії та геодинаміки отримала завдяки Державній програмі «Створення та розвиток Державної служби єдиного часу і еталонних частот», яка була затверджена Постановою Кабінету Міністрів України від 16 червня 1995 р. № 434, та Постанові Кабінету Міністрів України від 18 липня 1998 р. № 1121 «Про затвердження Положення про Державну службу єдиного часу і еталонних частот», а саме проекту «Створення та розвиток системи визначення параметрів обертання Землі та шкали всесвітнього часу» (шифр «Орієнтація»).
Замовником Державної програми був Держстандарт (з 2003 р. Держспоживстандарт) України. У програмі брали участь зокрема такі організації:
1. Головна астрономічна обсерваторія Національної академії наук України (м. Київ),
2. Астрономічна обсерваторія Львівського національного університету імені Івана Франка МОН України (м. Львів),
3. Лабораторія космічних досліджень Ужгородського національного університету МОН України (м. Ужгород),
4. Національний науковий центр «Інститут метрології» Держспоживстандарту (м. Харків),
5. Харківський національний університет імені В. Н. Каразіна МОН України (м. Харків),
6. Полтавська гравіметрична обсерваторія Інституту геофізики імені С. І. Субботіна Національної академії наук України (м. Полтава),
7. Лабораторія радіоастрономії Кримської астрофізичної обсерваторії МОН України (м. Кацівелі),
8. Кримська лазерна обсерваторія ГАО НАН України (м. Кацівелі),
9. Сімеїзька станція Кримської астрофізичної обсерваторії МОН України (м. Сімеїз),
10. Національний центр управління та випробування космічних засобів Національного космічного агентства України (м. Євпаторія).

За підтримки Державної програми була модернізована та вступила в експлуатацію перша черга станцій Української ЛЛС-мережі: станції «Голосіїв-Київ», «Сімеїз», «Кацівелі» та «Львів».
Була проведена модернізація РНДБ-станції «Сімеїз».
Була спроектована Українська GPS-мережа і створені чотири станції GPS-мережі: «Київ», «Ужгород», «Євпаторія», «Харків».
Крім того, реалізація заходів Державної програми «Програми функціонування та розвитку Національної системи сейсмічних спостережень та підвищення безпеки проживання населення у сейсмонебезпечних регіонах України» зі створення мережі супутникових радіонавігаційних спостережень, яка була покладена на Науково-дослідний інститут геодезії і картографії (НДІГК, м. Київ), сприяла розширенню GPS-мережі. Дана програма передбачала створення GPS-станцій спостережень з необхідним системним програмним забезпеченням на базі Полтавської гравіметричної обсерваторії (м. Полтава) та на базі астрономічної обсерваторії НУ «Львівська політехніка» (м. Львів) з реєстрацією у IGS обох станцій.
Сучасний стан Укргеокосмомережі закріплено Постановою Кабінету Міністрів України № 486 від 7 квітня 2003 «Про утворення державної мережі моніторингу глобальних навігаційних супутникових систем». Відповідальність за координацію роботи, пов'язаної із забезпеченням функціонування та розвитку державної мережі моніторингу глобальних навігаційних супутникових систем, покладено на Національне космічне агентство України (НКАУ, м. Київ). У програмі беруть участь 11 організацій, підпорядкованих МОН України, НАН України, Держспоживстандарту, Національному космічному агентству України. Одним з головних виконавців програми є НДІГК.
Перелік організацій, на базі яких розміщені станції спостережень «Укргеокосмомережі»
| №  | Назва організації | Підпорядкування                        | Види організації вимірювань |
| -- | --- | -------------------------------------- | --------------------------- |
| 1  | Головна астрономічна обсерваторія, м. Київ | НАН України                            | ЛЛС, GPS                    |
| 2  | Лабораторія космічних досліджень Ужгородського національного університету, м. Ужгород                                                                                     | МОН України                            | GPS                         |
| 3  | Астрономічна обсерваторія Інституту геодезії Національного університету «Львівська політехніка», м. Львів                                                                 | МОН України                            | GPS                         |
| 4  | База геодезичної практики Національного університету «Львівська політехніка», м. Шацьк                                                                                    | МОН України                            | GPS                         |
| 5  | Астрономічна обсерваторія Львівського національного університету імені Івана Франка, смт Брюховичі, Львівська обл.                                                        | МОН України                            | ЛЛС                         |
| 6  | Національний науковий центр «Інститут метрології» Держспоживстандарту, м. Харків                                                                                          | Держспоживстандарт України             | GPS                         |
| 7  | Астрономічна обсерваторія Державного міжвузівського центру лазерно-локаційних спостережень ШСЗ (ДНТЦ «Оріон») Донбаського державного технічного університету, м. Алчевськ | МОН України                            | GPS                         |
| 8  | Полтавська гравіметрична обсерваторія Інституту геофізики імені С. І. Суботіна, м. Полтава                                                                                | НАН України                            | GPS                         |
| 9  | Науково-дослідний інститут «Миколаївська астрономічна обсерваторія», м. Миколаїв                                                                                          | МОН України                            | GPS                         |
| 10 | Лабораторія радіоастрономії Кримської астрофізичної обсерваторії МОН, смт. Кацівелі, Крим                                                                                 | МОН України                            | РНДБ                        |
| 11 | Кримська лазерна обсерваторія ГАО НАН України, смт. Кацівелі, Крим | НАН України                            | ЛЛС                         |
| 12 | Сімеїзька станція Кримської астрофізичної обсерваторії МОН, смт Сімеїз, Крим                                                                                              | МОН України                            | ЛЛС, GPS                    |
| 13 | Національний центр управління та випробувань космічних засобів Національного космічного агентства, м. Євпаторія, Крим                                                     | Національне космічне агентство України | GPS                         |
| 14 | Чернігівський державний інститут економіки і управління, м. Чернігів | МОН України                            | GPS                         |

## Мережа станцій спостережень супутниківГлобальних навігаційних супутникових систем(GPS-мережа)
Українська мережа перманентних GPS-станцій, як і більшість національних мереж, створена спільними зусиллями декількох організацій та інститутів.
Станом на 20 квітня 2005 р. на території України існує 10 перманентних станцій, дані яких є доступними відкрито: «Київ/Голосіїв», «Ужгород», «Полтава», «Сімеїз», «Миколаїв», «Львів», «Харків», «Євпаторія», «Алчевськ», «Шацьк».
Станція «Чернігів» є такою, що вводиться в експлуатацію. Більшість українських станцій входить до мережі Міжнародної GNSS-служби (IGS) та Європейської перманентної GPS-мережі (EPN).
Куратором української мережі GPS-станцій від ГАО НАН України є к.ф.-м.н. О. О. Хода.
Контактна адреса куратора української GPS-мережі: 
03680, м. Київ,
 вул. Академіка Заболотного, 27
Детальна інформація про українську мережу перманентних GPS-станцій представлена на сайті «http://www.mao.kiev.ua/EOP/».

## Мережа станцій лазерної локації супутників (ЛЛС-мережа)
Українська мережа станцій лазерної локації ШСЗ є реґіональною складовою відповідної міжнародної мережі, яка входить до Міжнародної служби лазерної локації (ILRS).
ILRS є службою Міжнародної геодезичної асоціації та Міжнародного астрономічного союзу. Вона координує проведення лазерних спостережень штучних супутників Землі і Місяця глобальною мережєю станцій лазерної локації (ЛЛС-мережа) з метою підтримки астрономічних, геодезичних та геофізичних досліджень. Станом на 1 січня 2005 р. міжнародна ЛЛС-мережа об'єднує понад 40 станцій лазерної локації, розташованих у більш ніж 30 країнах світу (рис. 5.1). Міжнародна ЛЛС-мережа складається з трьох основних підмереж: ЛЛС-мережі НАСА, ЛЛС-мережі Європейського співтовариства, ЛЛС-мережі Західно-Тихоокеанського реґіону.
Українська мережа станцій лазерної локації є складовою ЛЛС-мережі Європейського співтовариства.
Українська мережа станцій лазерної локації ШСЗ станом на 1 січня 2005 р. об'єднує чотири станції лазерної локації (ЛЛС-станції): „Голосіїв-Київ“, „Львів“, „Сімеїз“, „Кацівелі“.
Ці станції української ЛЛС-мережі є інтегрованими в Міжнародну службу лазерної локації та беруть участь у виконанні міжнародних програм.
Крім того, в Україні в експериментальному режимі функціонують ще п'ять станцій лазерної локації: „Ужгород“, „Алчевськ“, „Євпаторія“, „Дунаївці“, „Харків“.
Також проводяться науково-технічні роботи по введенню в експлуатацію ЛЛС-станцій „Полтава“ і „Шепетівка“.
Координація діяльності української ЛЛС-мережі здійснюється Українським центром визначення параметрів обертання Землі.
З докладною інформацією про діяльність української ЛЛС-мережі можна ознайомитись на web-сторінці УЦПОЗ.
З 1 січня 2005 р. куратором української ЛЛС-мережі є к.ф.-м.н., с.н.с. ГАО НАН України М. М. Медведський. Контактна адреса куратора української ЛЛС-мережі: 
03680, м. Київ, 
вул. Академіка Заболотного, 27
Українська мережа станцій лазерної локації проводить спостереження ШСЗ згідно з міжнародними програмами. Для цілей лазерної локації використовують спеціалізовані пасивні ШСЗ. Ці супутники оснащені кутовими відбивачами, які забезпечують розповсюдження зондувального імпульсу у зворотньому напрямку з розбіжністю 5"-7" без суттєвого поглинання його енергії. Такими спеціалізованими ШСЗ є Lageos-1, Lageos-2, Starlette, Stella, ETALON-1, ETALON-2 та AJISAI.
ШСЗ, призначені для моніторингу природних ресурсів, океану, зв'язку тощо, також оснащуються відбивачами з метою визначення їхніх точних орбіт. Це дозволяє створювати постійно діючі сузір'я супутників.
До таких ШСЗ відносяться TOPEX/Poseidon, ERS-1, ERS-2, GPS-супутники, GLONASS-супутники.
На рис. представлена конфігурація орбіт деяких спеціалізованих ШСЗ. Станом на 1 січня 2005 р. перелік спеціалізованих ШСЗ налічував понад 85 супутників.
ШСЗ лазерної локації поділяються на три категорії:
• низькі (висота орбіти до 2000 км);
• супутники типу LAGEOS-1 та LAGEOS-2;
• високі (висота орбіти до 20000 км (GPS, GLONASS, ETALON).
ILRS встановлює пріоритетний перелік спостережень супутників, беручи до уваги орієнтацію орбіти супутників у просторі і задачі спеціальних проектів.

## Станція довгобазової радіоінтерферометрії (РНДБ-станція)
Українська станція радіоінтерферометрії з наддовгими базами (РНДБ-станція) є складовою міжнародної мережі РНДБ-станцій, яка входить в Міжнародну РНДБ-службу (IVS).
IVS є міжнародним об'єднанням організацій, які працюють в області РНДБ. Вона координує проведення РНДБ-спостережень глобальною мережею РНДБ-станцій з метою підтримки астрометричних, геодезичних та геофізичних досліджень, сприяє дослідженням і розвитку всіх видів геодезичного і астрометричного РНДБ-обладнання, сприяє взаємодії користувачів РНДБ-продукції та інтеграції РНДБ в Глобальну систему спостереження Землі. Станом на 1 січня 2005 міжнародна РНДБ-мережа об'єднує близько 45 станцій (рис. 6.1).
Українська РНДБ-мережа станом на 1 січня 2005 р. представлена тільки однією діючою РНДБ-станцією «Сімеїз» та станцією, яка працює в експериментальному режимі в м. Євпаторія (рис. 6.2). РНДБ-станція «Сімеїз» є інтегрованою в Міжнародну РНДБ-службу та бере участь у виконанні міжнародних програм.
Інформаційне супроводження діяльності української РНДБ-станції здійснює Український центр визначення параметрів обертання Землі. 
З докладною інформацією про РНДБ-станцію «Сімеїз» можна ознайомитись на web-сторінці УЦПОЗ: "http://www.mao.kiev.ua/EOP/vlbi/vlbi_simi_location.html.»%5Bнедоступне+посилання+з+липня+2019%5D
Куратором української РНДБ-мережі є к.ф.-м.н. О. Є. Вольвач.
З ним можна зв'язатись за адресою: 
98688, Крим, Ялта, Кацівелі, 
Лабораторія радіоастрономії НДІ «КрАО»

## Українські центри збору та аналізу інформації
В ГАО НАН України створені й функціюють такі необхідні ланки Укргеокосмомережі як Центри збору і аналізу геодинамічної інформації. А саме:
- Центр аналізу РНДБ-спостережень;
- Центр аналізу ЛЛС-спостережень;
- Центр аналізу GPS-спостережень.

Основними задачами РНДБ-, ЛЛС- та GPS-центрів збору та аналізу інформації ГАО НАН України є побудова реалізацій земної (ЗСК) та небесної (НСК) систем координат, визначення параметрів обертання Землі з аналізу геодинамічних спостережень.
Для її розв'язання є необхідним:
- створення спеціалізованих програмних забезпечень для аналізу геодинамічних спостережень;
- аналіз геодинамічних спостережень для подальшої передачі результатів в міжнародні служби;
- створення локальних архівів геодинамічних спостережень;
- супровід роботи станцій Укргеокосмомережі.

Центри збору і аналізу геодинамічної інформації ГАО НАН України є структурними одиницями відповідних міжнародних служб IVS, ILRS, IGS і працюють в рамках міжнародних проектів та програм.